# Bradirizobiàcies
Bradyrhizobiaceae és una família de bacteris, amb 10 gèneres. Inclou bacteris associats a plantes com Bradyrhizobium, un gènere de rhizobia associats amb algunes plantes lleguminoses. També conté bacteris associats a animals com Afipia felis, anteriorment es creia la causa de la malaltia de la febre gratadora del gat. Altres són de vida lliure coms Rhodopseudomonas, un bacteri porpra que es troba en aigües marines i els sòls. La soca Rhodopseudomonas palustris DX-1 pot generar corrent elèctric sense produir hidrogen una característica que s'està investigant per produir una cel·la de combustible microbià.